# 프레시아 (칠레)
프레시아(스페인어: Fresia)는 칠레 로스라고스 주 양키우에 현의 코무나이다.